# Señor de los Milagros (Huancayo)

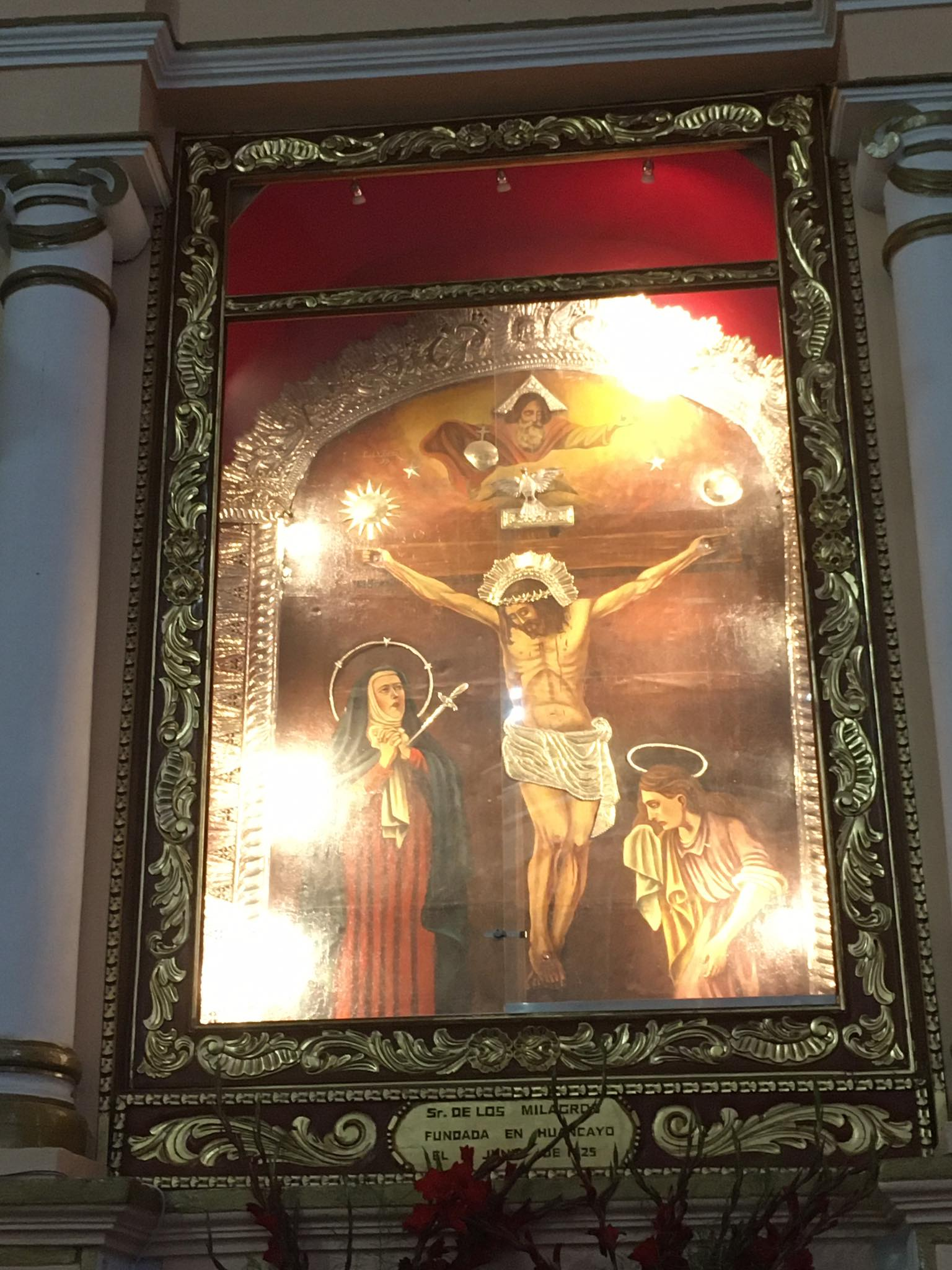
Primera imagen del Señor de los Milagros. Actualmente venerada en la Catedral de Huancayo.

El Señor de los Milagros de Huancayo es una réplica de la sagrada imagen del Señor de los Milagros de Lima, que concita una gran devoción en la ciudad de Huancayo, donde es festejado en el mes de octubre con la realización de Recorridos Procesionales, Misas de Novena, y actividades litúrgicas y culturales; a cargo de la Hermandad de Cargadores y Sahumadoras. Los lienzos que actualmente salen en procesión datan del año 1962, pintados por Alfredo Viaggi, artista italiano; y reposan durante todo el año en el Santuario del Señor de los Milagros, mientras que el lienzo primigenio, se venera actualmente en la Basílica Catedral de Huancayo.  

## Historia: Inicios de la devoción
La devoción al Señor de los Milagros en la ciudad de Huancayo data de fines del siglo XIX y principios del siglo XX.
La historia consigna que el 10 de junio del año 1925 se fundó canónicamente la Hermandad del Señor de los Milagros, después de un trabajo intenso a cargo de un grupo de damas dirigidas por Isabel Abad de Palomino.
Todo empezó un año antes con el gran milagro que devolvió la vida al niño Luis, hijo de la señora Isabel, a quien los facultativos de Huancayo lo habían desahuciado a causa de una fiebre paratífica que padecía desde hace 6 meses. Cuenta la señora Isabel que agotadas las fuerzas de la ciencia acudió con toda su alma al Señor de los Milagros en el santuario de Las Nazarenas de Lima, donde ofreció extender esta devoción a Huancayo si mejoraba su hijo.
Fue entonces que el niño mejoró y empezó a hacerse realidad la promesa, primero, manifestando la idea al vicario Dr. Luis Márquez, quien aprobó la propuesta una vez que autorizase el obispo de la Diócesis de Huánuco.
Ocurrió que el obispo vino a Jauja en setiembre del año 1924, a donde se dirigió el vicario para comunicarle la solicitud de formar una hermandad del Señor de los Milagros, recibiendo el consentimiento previa construcción de un altar en uno de los cruceros de la Basílica Catedral.
Obtenida la autorización del obispo Francisco Rubén Berroa, las damas se pusieron manos a la obra con el apoyo del párroco Luis Márquez, realizando una erogación voluntaria, velada y tómbola, logrando una recaudación de más de un mil ochocientos soles de la época. Con ese dinero se empezó a construir el altar en el ala derecha del templo en el que se colocó la imagen del Cristo Morado pintada por la hija de Abad, Celinda Bressani, la misma que hasta ahora permanece allí.

## Los lienzos en la historia de Huancayo
La primera imagen del Señor de los Milagros de nuestra ciudad, fue pintada en 1925 por Celinda Bressani, hija de la señora Isabel Abad de Palomino, quien fuera la señora Fundadora de la institución. Participó ininterrumpidamente durante casi 40 años en los Cultos programados por la Hermandad para el mes de octubre y en los Recorridos Procesionales por las calles de la ciudad de Huancayo, hasta el año 1962 cuando se decidió sustituirla por los lienzos que actualmente nos acompañan. Para preservarlo y evitar su deterioro, se construyó un altar en el transepto derecho de la Catedral para continuar con su veneración, y aún permanece allí hasta la actualidad como un símbolo de la fe y devoción de nuestra ciudad al Cristo Moreno. 
La Hermandad vio por conveniente mandar a confeccionar otros lienzos al pintor italiano Alfredo Viaggi (quien hizo obras similares en Surco, Huaral, Imperial, Chachapoyas, etc.), tanto del Señor como de la Virgen de la Nube, de mayores proporciones y de rasgos más finos y perfectos, siendo estos su mejor obra. Los cuadros se terminaron en 1962 y posteriormente fueron traídos a nuestra ciudad; el 9 de octubre del mismo año fueron develados y presentados a la feligresía en la Catedral, en medio de algarabía y gran gozo popular. Desde aquel entonces, el Señor se convirtió en el Peregrino y Protector de la ciudad de Huancayo.
La creciente devoción hacia el Cristo de Pachacamilla aumentaba conforme al paso del tiempo y posteriormente se decidió trabajar para la confección de un Anda de Plata para la sagrada imagen del Señor de los Milagros de Huancayo, la cual data del año 1965 y continúa vigente hasta nuestros días.

## Nuestra Señora de la Nube
El lienzo de Nuestra Señora de la Nube fue colocado en el reverso de las sagradas andas del Señor de los Milagros de Huancayo, el 9 de octubre de 1962, pintado por el artista italiano Alfredo Viaggi. Advocación quiteña, es fiel homenaje a la cuna de Sor Antonia Lucía del Espíritu Santo, la fundadora del Monasterio de Las Nazarenas. 
A la advocación de la Virgen de la Nube también se le conoce como la Candelaria, del Aviso o de las Lágrimas. La imagen de la Virgen María, se presenta como una reina, en su mano derecha sujeta su cetro; la azucena representa su corazón y el olivo su fruto, símbolo de su vinculación con Israel. En su brazo izquierdo carga al Niño Jesús. Es probable que su devoción la haya introducido la misma Madre Antonia.
Según la historia, en el año de 1696, en Quito, estaba enfermo y desahuciado el obispo Sancho de Andrade y Figueroa. En el pueblo de Guápulo, de gran devoción a la Virgen María, se decidió organizar una novena por su salud; una procesión del Rosario salió camino a la catedral el 30 de diciembre y de repente se cuenta que una imagen de María apareció, formada por las nubes. Cerca de 500 personas fueron testigos del maravilloso hecho, mientras el obispo se curaba repentinamente.
En la ciudad de Huancayo, es costumbre festejarla antes del inicio de Cultos en honor al Señor de los Milagros; tras un triduo preparatorio del 28 al 30 de septiembre. Durante el resto del año, permanece junto al lienzo del Señor en una urna de cristal en la Capilla de la Reconciliación y la Paz del Santuario.

## Hermandad del Señor de los Milagros de Huancayo - H.S.M.H

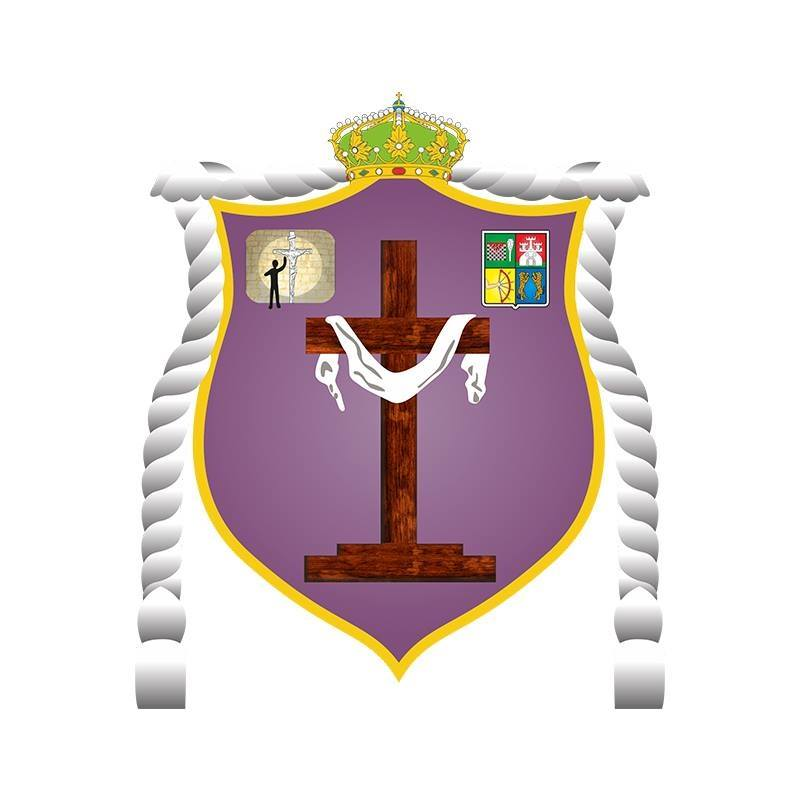
Escudo Oficial de la Hermandad del Señor de los Milagros de Huancayo.

La Hermandad del Señor de los Milagros de Huancayo (abreviada H.S.M.H) es una asociación religiosa, fundada oficialmente el 10 de junio de 1925, está integrada por alrededor de 1500 miembros divididos en 9 cuadrillas de Cargadores y 6 cuadrillas de Sahumadoras, Grupo de Cantoras y una Cuadrilla Infantil. Es la segunda Hermandad Nazarena más antigua y de mayor renombre en el Perú. Esta institución está dirigida por un Mayordomo General, nombrado por el Arzobispo de Huancayo. La Hermandad se encarga de difundir la fiesta y la procesión de Nuestro Señor de los Milagros, siendo ellos los que llevan sobre sus hombros la sagrada imagen por las principales calles de la ciudad de Huancayo. Tiene su sede en la Parroquia "El Sagrario" - Iglesia Catedral.

### Mayordomía General
El Mayordomo General es la máxima autoridad de la institución, y está encargado de representar a la Hermandad ante las autoridades civiles y religiosas en diversos eventos de la ciudad de Huancayo. Convoca y preside las reuniones y sesiones del Directorio General, toma juramento a los dirigentes y capataces de cuadrillas, coordina con el Asesor Espiritual y el Arzobispo de Huancayo sobre las festividades del mes de octubre, entrega y recibe las Sagradas Andas del Señor de los Milagros en los templos donde pernocte durante sus recorridos, otorga condecoraciones a instituciones y miembros honorarios, entre otras funciones muy importantes para la HSMH.
Actualmente el cargo de Mayordomo General, se encuentra en la persona del hermano Favio Mendoza Flores (miembro de la 5° Cuadrilla) durante el Trienio 2024 - 2026.

### Las Cuadrillas
La Hermandad del Señor de los Milagros de Huancayo se conforma por Nueve Cuadrillas de Hermanos Cargadores y Seis Cuadrillas de Hermanas Sahumadoras, además de un Grupo de Cantoras y la Cuadrilla de Niños, Niñas y Adolescentes. Las fechas de fundación de cada Cuadrilla son las siguientes:
| Grupo o Cuadrilla                     | Fecha de fundación    |
| ------------------------------------- | --------------------- |
| Primera Cuadrilla de Cargadores       | 23 de octubre de 1947 |
| Segunda Cuadrilla de Cargadores       | 23 de octubre de 1947 |
| Tercera Cuadrilla de Cargadores       | 28 de octubre de 1952 |
| Cuarta Cuadrilla de Cargadores        | 23 de octubre de 1954 |
| Quinta Cuadrilla de Cargadores        | 26 de octubre de 1960 |
| Sexta Cuadrilla de Cargadores         | 3 de octubre de 1992  |
| Séptima Cuadrilla de Cargadores       | 31 de octubre de 2003 |
| Octava Cuadrilla de Cargadores        | 30 de agosto de 2006  |
| Novena Cuadrilla de Cargadores        | 9 de octubre de 2024  |
| Primera Cuadrilla de Sahumadoras      | 23 de octubre de 1947 |
| Segunda Cuadrilla de Sahumadoras      | 23 de octubre de 1948 |
| Tercera Cuadrilla de Sahumadoras      | 17 de octubre de 1972 |
| Cuarta Cuadrilla de Sahumadoras       | 15 de octubre de 1976 |
| Quinta Cuadrilla de Sahumadoras       | 1 de octubre de 2022  |
| Sexta Cuadrilla de Sahumadoras        | 10 de junio de 1925   |
| Grupo de Cantoras (Séptima Cuadrilla) | 10 de octubre de 2024 |
| Cuadrilla de Niños y Adolescentes     | septiembre de 2021    |

La Hermandad cuenta además con una rama de Auxilios Mutuos denominada "Crumo", se encuentra conformada por Hermanos especializados en Primeros Auxilios, que se encargan de atender a las personas que sufrieron algún incidente durante los recorridos procesionales.

### Cuadrilla de Niños, Niñas y Adolescentes - Rama Infantil y Juvenil
En el mes de septiembre de 2021 se funda por decreto institucional, la Rama Infantil y Juvenil de la Hermandad del Señor de los Milagros de Huancayo, llamada oficialmente "Cuadrilla de Niños y Adolescentes", integrada en su totalidad por niños, niñas y adolescentes de entre los 6 y 17 años de edad.  El Primer Recorrido de la Rama Infantil, se realizó el 8 de octubre de 2022 con un anda de pequeño tamaño que fue llevada en hombros por los niños, acompañando a la imagen titular del Señor de los Milagros por las calles aledañas al Santuario.
El mes de octubre de 2023, marcó el comienzo de una tradición en la que los Niños, Niñas y Adolescentes de la Hermandad también tendrán el honor de portar en hombros la sagrada imagen del Señor y perfumar su paso con el sahumerio. Se realizaron dos Recorridos Procesionales oficiales los días 7 y 21 de octubre, con réplicas de los lienzos del Señor de los Milagros y la Virgen de la Nube de Huancayo, realizados especialmente al puro estilo de la Escuela Cusqueña. Dichas procesiones juveniles, siendo su primer año tuvieron mucha acogida y apoyo por parte de la institución y la feligresía.

### GrupoJuventud Morada-JUMO
El Grupo Juventud Morada (JUMO), actual "Grupo de Postulantes", es el grupo juvenil de la Hermandad del Señor de los Milagros de Huancayo, integrado en su mayoría por los jóvenes aspirantes a la institución. De acuerdo a los Estatutos y Reglamentos de la HSMH, aquellos jóvenes que deseen integrarse, deben llevar dos años de postulantado, que abarcan diversas actividades de labor social benéfica y pastoral, además de estudios y cursos teológicos básicos de la Iglesia Católica. Por otro lado, su función también consiste en apoyar en la preparación de los niños y niñas para los sacramentos del Bautismo y Primera Comunión. También cuentan con una especial participación durante los Solemnes Cultos y Recorridos Procesionales del Mes de Octubre.

## Recorridos Procesionales
Huancayo se viste de morado y sus calles son una fiesta durante el mes de octubre, mes en el que el Cristo de Pachacamilla recorre las viejas calles del distrito, congregando a cientos de fieles y recibiendo infinidad de homenajes de hogares e instituciones de la Ciudad Incontrastable. La procesión huancaína es considerada como una de las más concurridas del Perú.
El lienzo que fue pintado en 1962 por el italiano Alfredo Viaggi es el que sale en procesión en nuestros días. Actualmente se venera en la Capilla de la Reconciliación del Santuario del "Señor de los Milagros" de Huancayo. Los Recorridos Procesionales son los días 08, 18, 28, 29 y 31 de octubre. Cada 8 de octubre, las sagradas andas son cargadas por los devotos y ciudadanos de Huancayo. Todos los años el recorrido procesional puede variar, y la Hermandad dispone conjuntamente con el Arzobispado de Huancayo, los templos en los cuales pernoctará el Señor durante la festividad del mes de octubre.
Cada 8 años, una cuadrilla tiene el honor de Guardar las Sagradas Andas de Nuestro Señor. La Guardada es el momento final de la procesión, en la cual el Señor regresa a su Santuario, luego de impartir sus bendiciones a nuestra ciudad como parte de una tradición ininterrumpida que se mantiene desde hace casi un siglo. Este momento es muy esperado por todos los hermanos que componen la gran Hermandad Huancaína.

### Tradicionales Cultos del Mes de Octubre
Los Recorridos Procesionales del Señor de los Milagros de Huancayo, durante el Mes de Octubre son los siguientes: 
- 08 de Octubre: Salida del Santuario y visita a los barrios de la zona oeste de la ciudad de Huancayo (Yanama, calles Piura, Ica y Loreto), dirigiéndose posteriormente a la Basílica de La Inmaculada, donde se dará inicio al Primer Novenario en honor al Señor de los Milagros. Este día está dedicado en su totalidad a personas civiles y devotos, que deseen portar las andas o sahumerios.
- 18 de Octubre: Salida de la Basílica de La Inmaculada, visitando parte de la zona sur y este. Paso por el Mercado Mayorista de Huancayo, la Avenida José Olaya, el Barrio Ocopilla (llegando a la Parroquia de San Francisco), retornando por la calle Angaraes a la Calle Real. Visita a la Municipalidad Provincial de Huancayo, la Sede del Gobierno Regional de Junín, la Compañía de Bomberos N°30. Llegada a la Iglesia Catedral de Huancayo, para dar inicio al Segundo Novenario en su honor.
- 28 de Octubre: Salida de la Catedral. El Recorrido se dirige por la mañana hacia la zona oeste de la ciudad, visitando de manera especial los Hospitales El Carmen y Daniel Alcides Carrión, impartiendo sus bendiciones y marcando un acto de esperanza para quienes esperan sanación física y espiritual. Al caer la tarde y noche, avanza a lo largo de las Avenidas Paseo La Breña y Giráldez, recibiendo diversos homenajes en su camino a la Parroquia "San José de Pichcus". Hace su llegada al mencionado templo, al promediar las 3 de la madrugada.
- 29 de Octubre: Salida de la Parroquia "San José de Pichcus". Emprende el camino de retorno a la Catedral, visitando parte de las principales calles del Barrio de San Carlos. Colegio Claretiano, Parque Túpac Amaru, Colegio Emblemático "Santa Isabel". Retorna a lo largo de la Avenida San Carlos, siendo homenajeado por las instituciones educativas y privadas ubicadas en el camino; pasa por el CC. Open Plaza y calles aledañas, camino a la Plaza de la Constitución. Ingresa a la Catedral de Huancayo.
- 31 de Octubre: Salida de la Catedral. Recorre en este día, las principales calles del Centro Histórico de Huancayo, visitando y recibiendo de homenajes de diversas instituciones educativas, públicas y privadas. Tradicionalmente prosigue por las Calles Lima y Moquegua hasta la Calle Angaraes, y posteriormente toma la Avenida Huancavelica en el último tramo del Recorrido. Ingresa al Santuario del Señor de los Milagros hasta el próximo año.

*La Visita al Local Institucional de la Hermandad, puede variar anualmente de acuerdo a la programación de los Recorridos Procesionales*

### Recorridos Extraordinarios

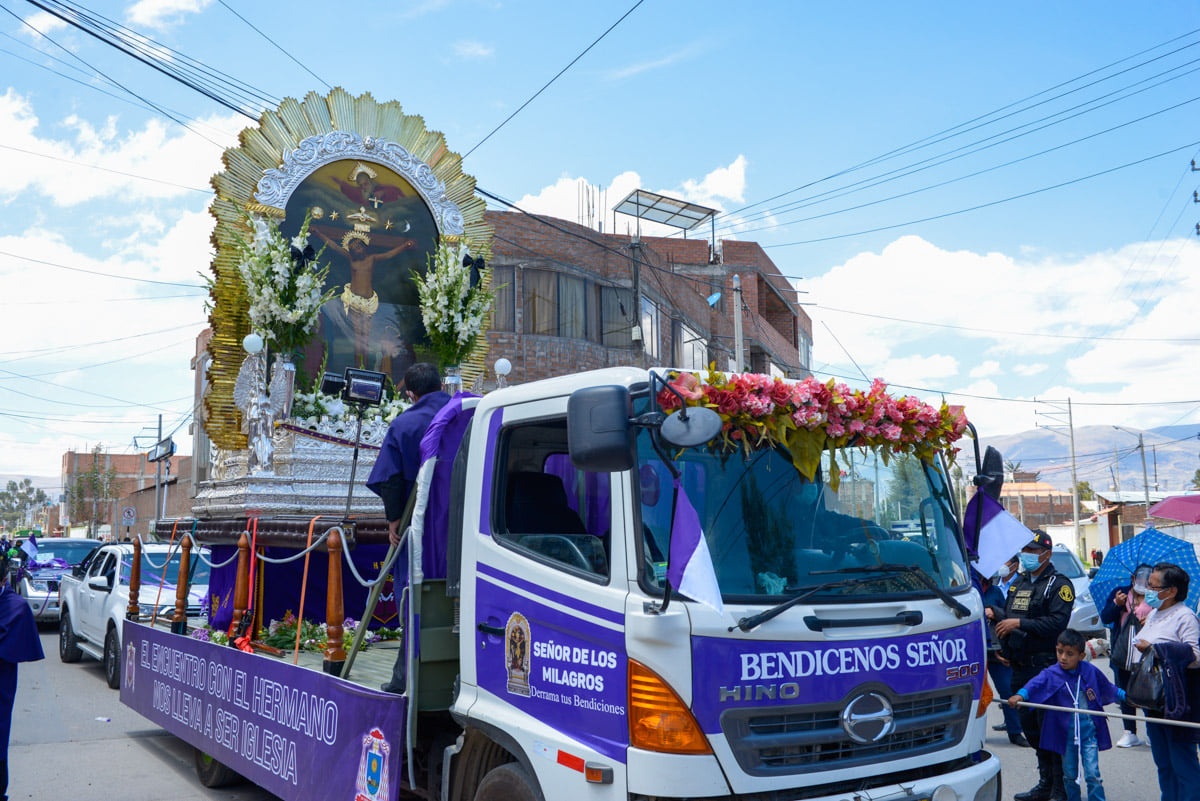
Recorrido del Señor de los Milagros de Huancayo en el Nazareno Móvil. 18 de octubre de 2021.

El año 2021, a causa de la persistencia de la pandemia en el Perú, y al no poder realizar un recorrido tradicional, la Hermandad optó por sacar en procesión de manera extraordinaria a la sagrada imagen de nuestro Señor de los Milagros los días 18 y 31 de octubre, en el llamado Nazareno Móvil.
El día 18 salió de su Santuario en hombros de la Cuarta Cuadrilla, subió al móvil, recorrió parte de las calles de sus recorridos tradicionales y visitó por primera vez la urbanización La Ribera, posteriormente se dirigió a la Catedral de Huancayo, siendo guardado por los miembros de la Quinta Cuadrilla. Se realizaron una serie de Misas y celebraciones en su honor.
Y el día 31, salió de la Catedral en hombros de la Segunda Cuadrilla, para luego abordar el Nazareno Móvil y dirigirse a las Urbanizaciones San Carlos, San Antonio y La Merced (ubicados al este de la ciudad). Después, visitó el Parque Túpac Amaru y la Parroquia de Pichcus, la calle Ayacucho y avanzó a lo largo de la Calle Real hasta el cruce con la calle Angaraes, donde fue descendido de móvil y llevado en solemne procesión de regreso a su Santuario.

## Actos celebratorios del Mes de Octubre
Las actividades protocolares y los cultos del mes de octubre, se organizan y programan de la siguiente manera:
- Último Domingo de septiembre: Se realiza el Tradicional Armado de las Sagradas Andas de nuestro Señor de los Milagros, y su posterior entronización en el Altar Mayor del Santuario. Llevado a cabo con el apoyo de todos los integrantes del Directorio General y Dirigentes de Cuadrillas de la Hermandad.
- 28 de septiembre al 30 de septiembre: Un triduo preparatorio en honor a Nuestra Señora de la Nube es llevado a cabo en el Santuario, las andas se encuentran entronizadas con el lado de la Virgen ubicado hacia adelante.

- 1 de octubre al 7 de octubre: Inicia la Setena en honor al Señor de los Milagros de Huancayo, en el Santuario.

- 8 de octubre: Primer Recorrido Procesional de las sagradas andas del Señor de los Milagros. Luego de la Misa de Fiesta y la ceremonia de Bendición y entrega. parten desde su Santuario ubicado en la avenida Huancavelica, para recorrer las principales calles de la ciudad y los diversos barrios que la conforman. El templo al cual arribará el Señor, puede variar anualmente, previa reunión de la Hermandad y el Arzobispado. Este día se dedica de manera especial a personas civiles y devotos, que deseen portar las andas o sahumerios.

- 9 de octubre al 17 de octubre: Se realiza el Primer Novenario en honor al Señor de los Milagros de Huancayo, con la participación de las diversas instituciones, hermandades invitadas, entidades civiles y religiosas, y la feligresía en general. Cada Cuadrilla realiza sus guardias durante los días de la Novena.

- 18 de octubre: Segundo Recorrido Procesional. Día central de la festividad en honor al Señor de los Milagros de Huancayo. Se celebra la Misa de Fiesta, y al terminar las sagradas andas del Señor inician su marcha para recorrer las principales calles de la ciudad, visitando este día parte de la zona este y sur. (Antiguamente, en este recorrido acostumbraba visitar el Distrito de Chilca, y se hacía el Encuentro con el Señor de los Milagros de Chilca en la Calle Real). El recorrido concluye aproximadamente a la 1 de la madrugada del día siguiente.

- 19 de octubre al 27 de octubre: Se realiza el Segundo Novenario en honor al Señor de los Milagros, con la participación de las diversas instituciones, hermandades invitadas, entidades civiles y religiosas, y la feligresía en general. Cada Cuadrilla realiza sus guardias durante los días de la Novena.

- 28 de octubre: Tercer Recorrido Procesional. Previamente se realiza la Misa de Fiesta, e inmediatamente después, las sagradas andas de nuestro Divino Patrón recorren en solemne procesión visitando los hospitales y retornando a lo largo de la Avenida Giráldez, dirigiéndose hacia la zona este de la ciudad de Huancayo. Culmina su recorrido aproximadamente entre las 2 y 3 de la madrugada, siendo este uno de los días de procesión más largos.

- 29 de octubre: Cuarto Recorrido Procesional. Luego de la Misa de Fiesta, el Señor inicia su camino hacia las urbanizaciones San Carlos y San Antonio, visitando también el Colegio Emblemático Santa Isabel de Huancayo, y es recibido con largas filas de alfombras elaboradas por los alumnos de esta prestigiosa institución. En 2017, llegó por primera vez al anexo de Palián. (Hasta hace algunos años, en este día visitaba el Distrito de El Tambo y llegaba a la Parroquia Santo Cura de Ars de Pio Pata). Por la noche retorna a la Catedral de Huancayo, templo donde pernoctará hasta el 31 de octubre.
- 30 de octubre: Se realiza la última Misa en honor a nuestro Rey Divino, el Señor de los Milagros.

- 31 de octubre: Quinto y Último recorrido procesional del Señor de los Milagros por las principales calles del Centro Histórico de Huancayo, para posteriormente ingresar a su Santuario aproximadamente a la 1 de la madrugada, donde permanecerá hasta el año siguiente. Cerrando así con broche de oro los Solemnes Cultos del mes morado en su honor.

*La sagrada imagen permanece entronizada en el altar mayor del Santuario comúnmente durante un periodo de dos semanas hasta la quincena de noviembre, fecha en la cual será cuidadosamente desarmada y devuelta a su Capilla donde  será resguardada hasta la próxima Festividad*

## Las Sagradas Andas

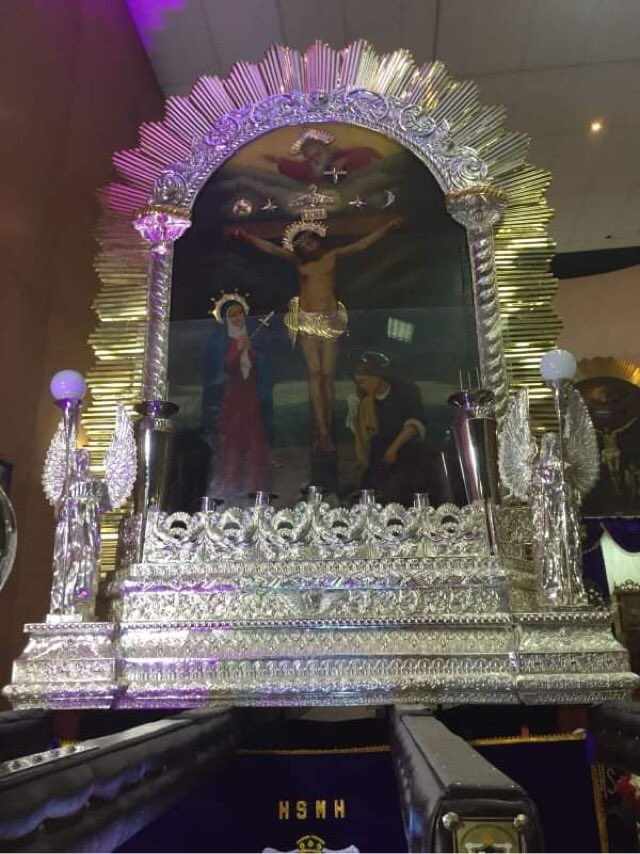
Sagradas Andas del Señor de los Milagros de Huancayo, listo para su Recorrido Procesional.

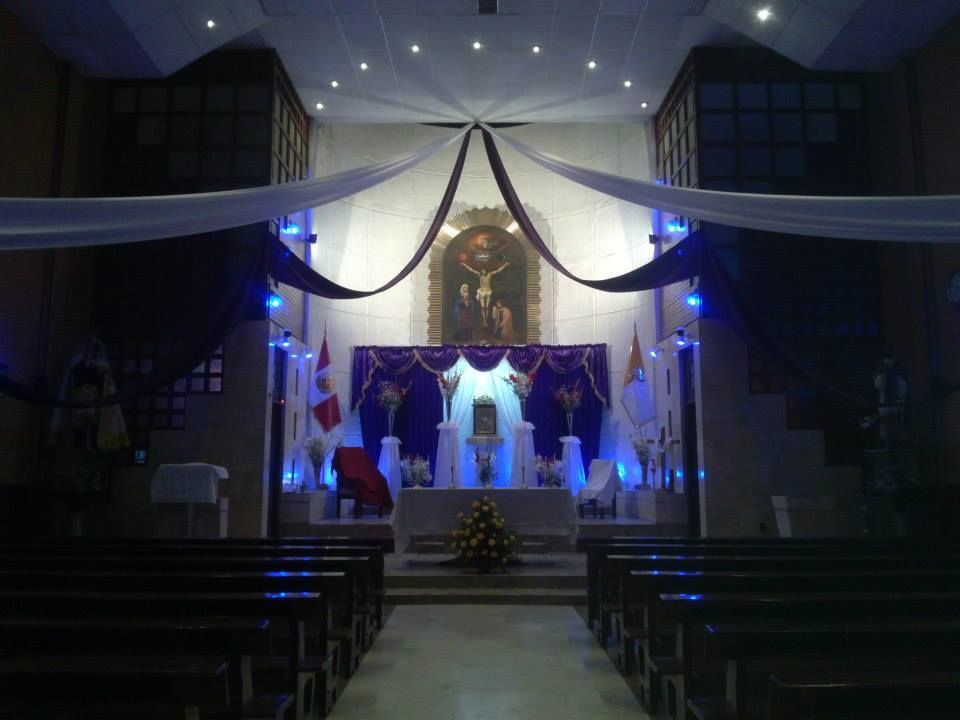
Interior del Santuario del Señor de los Milagros de la ciudad de Huancayo.

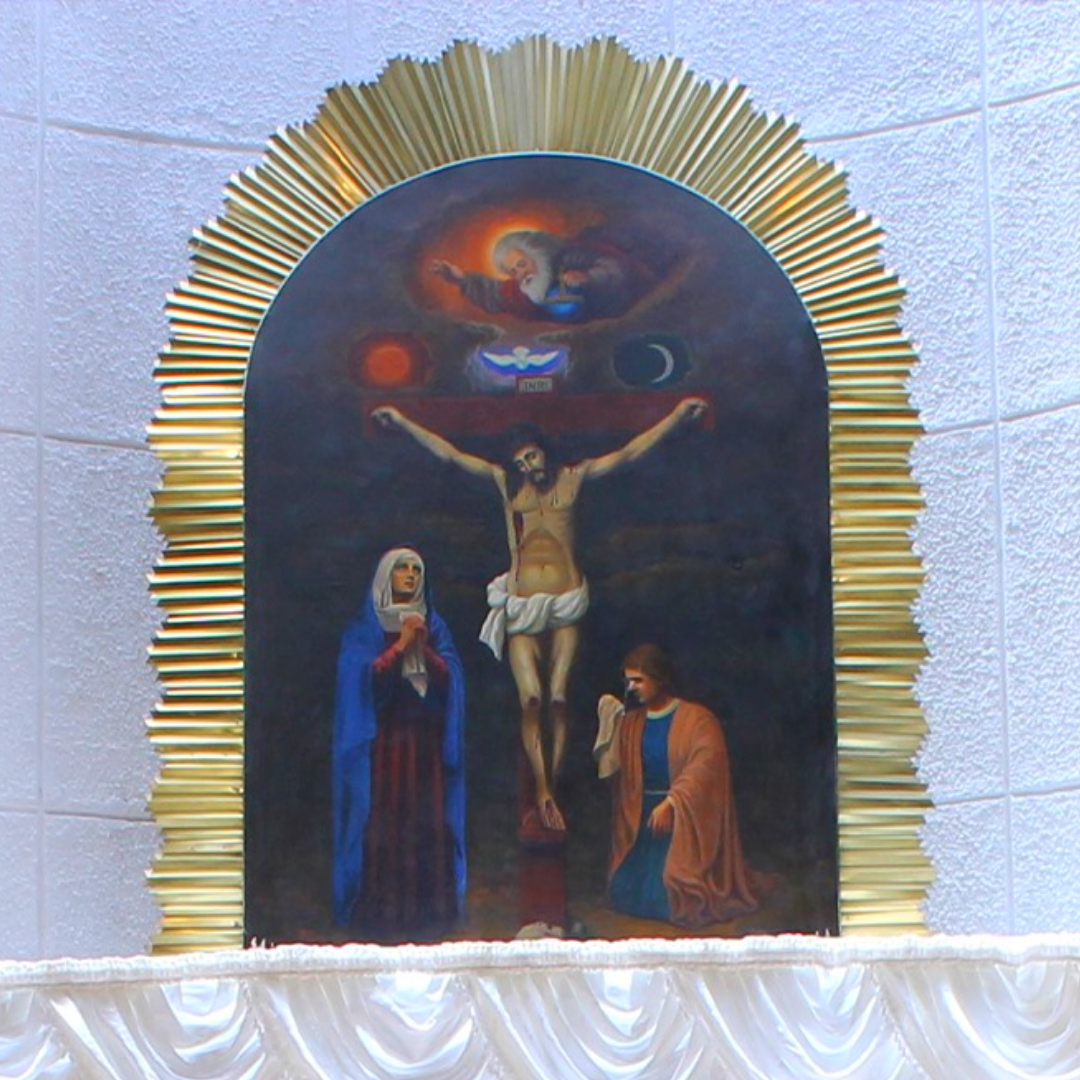
Réplica del Señor de los Milagros en el Altar mayor del Santuario.

Las andas son la estructura que permite cargar la imagen venerada en procesión. Cargadas en hombros, pueden ser interpretadas como símbolo de realeza, en tanto permiten evocar las literas de los reyes. Las andas hacen posible llevar en alto, elevar sobre el pueblo la imagen, consintiendo una relación más directa con el objeto de su piedad. Las Sagradas Andas del Señor de los Milagros de Huancayo, están formadas, en primer lugar; por una mesa de madera de caoba y refuerzos metálicos sobre la que se alza la imagen; la mesa atravesada longitudinalmente por cuatro largos travesaños de pino, que sirven para el transporte. Los travesaños se encuentran recubiertos y acolchados en cuero color marrón, y en la parte frontal de cada uno, el escudo de la Hermandad en plata. Las terminales de las patas también son de madera.
Sobre la mesa se levanta un pequeño podio de madera recubierto con láminas de plata tallada, que sirve de base a la imagen. En cada una de las cuatro esquinas del anda, se encuentran ángeles de bronce bañados en plata, con las alas desplegadas, sosteniendo cada uno entre las manos una azucena de plata con trinches de acero, donde se colocan los conos de flores (Anteriormente los ángeles llevaban faroles que eran encendidos durante las noches de Procesión).
Tanto en la parte frontal del anda, como posterior se ubican las jardineras también de plata, para los ramos y arreglos florales que se reciben en el recorrido y donde también se encuentran los candelabros de plata para los cirios, cinco al frente de cada imagen, encendidas durante todo el recorrido procesional. En la base se encuentran labrados en plata, rostros de ángeles y querubines. Los lienzos del Señor de los Milagros y Nuestra Señora de la Nube, van engalanadas con joyas de la más fina calidad bañadas en oro, cada pieza con incrustaciones de piedras preciosas. Se ubican sobre el eje transversal del anda y está encuadrado por un doble marco de columnas salomónicas que rematan en capiteles a modo de querubines, sobre los que se apoya un arco ornamentado con especies de volutas y rostros de ángeles. Columnas, arco y ornamentaciones son de plata pura y están rodeadas por rayos de bronce, bañados en oro de 21 quilates que rematan en 33 puntas. La parte superior de los rayos está rematada por el Escudo de Huancayo, recordando su protectorado sobre la ciudad. El peso total de las andas del Señor de los Milagros de Huancayo es cerca de 1,800 kg y con los accesorios pesa cerca de 2,000 kg que son cargados por aproximadamente 40 hermanos.

## El Santuario del Señor de los Milagros
Ubicado en la Av. Huancavelica, entre las calles Angaraes y Tarapacá, fue construido a finales del siglo XX en el terreno donado por don Teodoro Camayo Munive, e inaugurado en 1997. Su interior es bastante sencillo, de una sola nave y dos hileras de bancas. Se venera principalmente a los lienzos de nuestro Señor de los Milagros y la Virgen de la Nube, en la Capilla de la "Reconciliación y la Paz", aparte de ello, el altar mayor se encuentra presidido por otro lienzo de menores dimensiones, que bendice a los fieles durante todo el año.
La Hermandad realizó gestiones para llevar a cabo la demolición de la casa ubicada en el frontis del Santuario, y está en proceso realizar la ampliación correspondiente para brindar mayor espacio al recinto, en especial por los miles de devotos y feligreses que visitan al Señor de los Milagros durante las festividades del Mes de Octubre.
Este recinto religioso recibe el título de "Santuario Arquidiocesano del Señor de los Milagros de Huancayo".